# تشارلز هاريس
تشارلز هاريس (6 ديسمبر 1907 - 8 أغسطس 1954) (بالإنجليزية: Charles Harris)‏ هو لاعب كريكت بريطاني (وحمل سابقاً جنسية المملكة المتحدة لبريطانيا العظمى وأيرلندا).

## وصلات خارجية
- تشارلز هاريس على موقع إي آس بي آن كريك إنفو (الإنجليزية)